# ادوارد اسکوژفسکی
ادوارد اسکوژفسکی (لهستانی: Edward Skórzewski؛ ۶ نوامبر ۱۹۳۰ – ۸ نوامبر ۱۹۹۱) یک کارگردان فیلم، فیلم‌نامه‌نویس اهل لهستان بود.
از فیلم‌ها یا مجموعه‌های تلویزیونی که وی در آن‌ها نقش داشته است می‌توان به سه گام روی زمین اشاره نمود.